# Lozivski
Lozivski (en ucraïnès: Лозівський, en rus: Лозовский, Lozovski) és una vila, un possiólok de l'óblast de Luhansk a Ucraïna, situada actualment a zona ocupada de la República Popular de Luhansk de la Rússia. El 2019 tenia 4.857 habitants.